# Guazapa
Guazapa è un comune del Dipartimento di San Salvador, in El Salvador.
| Controllo di autorità | VIAF (EN) 134930823 · LCCN (EN) n85093912 · J9U (EN, HE) 987007559915605171 |